# Peter von Cornelius
 Der er flere personer med dette navn, se Peter Cornelius.
Peter von Cornelius (født 23. september 1783 i Düsseldorf, død 6. marts 1867 i Berlin) var en tysk maler. Han var farbror til komponisten Peter Cornelius.
I 1811 rejste Cornelius til Rom, hvor han udførte mange arbejder, først og fremmest med fresker i store formater, og sluttede sig til en gruppe unge tyske malere, nazarenerne eller Lukasbund (= Lukasforbundet), ledet af Franz Pforr og J.F. Overbeck. I 1819 blev Cornelius inviteret til München af kronprinsen, den senere kong Ludwig 1. af Bayern, for at dekorere det nyopførte glyptotek. 
Fra 1821 var han direktør for akademiet i Düsseldorf og fra 1825 for akademiet i München, hvor man finder to af hans hovedværker: Fresker med græske gude- og heltesagn i Glyptothek (1820–30), og den kristne trosbekendelse og dommedag i Ludwigskirkens kor og tværskib (1830–40).
Fra 1841 var han i Berlin, optaget med den kongelige families gravkapel, som dog aldrig blev bygget. Af hans få oliemalerier kan nævnes Kristus i de dødes rige. Karakteristisk for Cornelius er dramatisk udtryk i et klassicistisk formsprog, med Rafael og antikken som forbillede. 
Som inspiration til Thorvaldsens Christus i Vor Frue kirke regnes Cornelius’ maleri af lignelsen om de kloge og de uforstandige jomfruer  fra Matthæusevangeliet. Mens teksten siger, at Jesus fortæller lignelsen, viser Cornelius ham som brudgommen selv, omgivet af profeter. Før Cornelius forlod Rom, forærede han maleriet til J.A. Koch. Thorvaldsen lånte det med til København, da han skulle i gang med Kristusfiguren. Først i 1848 fik Kochs arvinger maleriet tilbage. 